# Petr Voříšek
Petr Voříšek est un footballeur tchèque né le 19 mars 1979 à Děčín.

## Carrière
- 2005-2006 : FK Teplice  République tchèque
- 2006-2007 : Sparta Prague  République tchèque
- 2005-2006 : SV Pasching  Autriche
- 2006-2007 : Rapid Vienne  Autriche
- 2007-2008 : FK Mladá Boleslav  République tchèque
- 2008- : Sparta Prague  République tchèque

| Saison      | Club              | Pays               | Championnat | Championnat | Championnat | Championnat  | Championnat  | Coupe d'Europe | Coupe d'Europe | Coupe d'Europe |
| Saison      | Club              | Pays               | Division    | Matchs      | Buts        | Cartons      | Cartons      | Type           | Matchs         | Buts           |
| ----------- | ----------------- | ------------------ | ----------- | ----------- | ----------- | ------------ | ------------ | -------------- | -------------- | -------------- |
| Saison      | Club              | Pays               | Division    | Matchs      | Buts        | Carton jaune | Carton rouge | Type           | Matchs         | Buts           |
| 2007 - 2008 | FK Mladá Boleslav | République tchèque | 1           | 14          | 1           | 0            | 0            | C3             | 4              | 1              |
| 2007 - 2008 | Sparta Prague     | République tchèque | 1           | 1           | 0           | 0            | 0            | C3             | 0              | 0              |